# Thế vận hội Mùa hè 1988
Bản mẫu:Infobox Chinese/Korean/auto
Bản mẫu:Infobox Korean name/auto/categories
Bản mẫu:Infobox Korean name/auto/categories
Bản mẫu:Infobox Korean name/auto/categories
Bản mẫu:Infobox Korean name/auto/categories
Bản mẫu:Infobox Korean name/auto/categories
Bản mẫu:Infobox Korean name/auto/categories
Bản mẫu:Infobox Korean name/auto/categories
Bản mẫu:Infobox Korean name/auto/categories
Bản mẫu:Infobox Korean name/auto/categories
Thế vận hội Mùa hè 1988 (tiếng Hàn: 1988년 하계 올림픽), tên chính thức là Thế vận hội Mùa hè lần thứ XXIV (제24회 올림픽경기대회) và được thương hiệu hóa chính thức là Seoul 1988 (서울 1988), là một sự kiện thể thao đa môn mang tầm quốc tế được tổ chức từ ngày 17 tháng 9 đến ngày 2 tháng 10 năm 1988 tại Seoul, Hàn Quốc. Có 159 quốc gia tham dự Thế vận hội này, với tổng cộng 8.391 vận động viên (6.197 nam và 2.194 nữ). Có 237 nội dung thi đấu được tổ chức và 27.221 tình nguyện viên đã hỗ trợ chuẩn bị cho kỳ Thế vận hội.
Thế vận hội Seoul 1988 là Thế vận hội Mùa hè thứ hai được tổ chức tại châu Á, sau Tokyo 1964, và là kỳ Thế vận hội đầu tiên được tổ chức tại Hàn Quốc. Với tư cách là nước chủ nhà, Hàn Quốc xếp hạng 4 chung cuộc, giành được 12 huy chương vàng và tổng cộng 33 huy chương. Có 11.331 người làm truyền thông (4.978 báo viết và 6.353 phát thanh viên, truyền hình) đã đưa tin về Thế vận hội trên toàn thế giới. Đây là kỳ Thế vận hội cuối cùng trong thời kỳ Chiến tranh Lạnh, cũng như là kỳ Thế vận hội cuối cùng có sự tham gia của Liên Xô và Đông Đức, bởi cả hai quốc gia này đều tan rã trước kỳ Thế vận hội tiếp theo năm 1992. Liên Xô dẫn đầu bảng tổng sắp huy chương, giành được 55 huy chương vàng và tổng cộng 132 huy chương. Các kết quả tiệm cận thành tích này về sau là 48 huy chương vàng của Trung Quốc (2008) và Mỹ (2012), cùng với 126 huy chương tổng của Mỹ tại Thế vận hội 2024.
So với Thế vận hội Mùa hè 1980 (Moskva) và 1984 (Los Angeles), vốn bị chia rẽ bởi ý thức hệ và những cuộc tẩy chay lớn, thì Thế vận hội Seoul 1988 hầu như không còn các cuộc tẩy chay, dù vẫn chưa hoàn toàn chấm dứt. Triều Tiên tẩy chay Thế vận hội Seoul 1988, cùng với năm quốc gia xã hội chủ nghĩa khác, bao gồm Cuba – đồng minh của Triều Tiên. Albania, Ethiopia và Seychelles không phản hồi lời mời từ Ủy ban Olympic Quốc tế (IOC). Nicaragua không tham dự vì lý do thể thao và tài chính, trong khi Madagascar dù được dự kiến tham gia nhưng sau đó rút lui vì lý do tài chính. Dù vậy, Thế vận hội 1988 đã tránh được các cuộc tẩy chay quy mô lớn như ba kỳ trước đó, và có số lượng quốc gia tham gia nhiều nhất trong thời kỳ Chiến tranh Lạnh.

## Lựa chọn thành phố chủ nhà
Seoul được chọn làm chủ nhà Thế vận hội Mùa hè thông qua một cuộc bỏ phiếu diễn ra vào ngày 30 tháng 9 năm 1981, vượt qua Nagoya (Nhật Bản). Việc trao quyền đăng cai cho Seoul được xem là điều bất ngờ trên trường quốc tế, vì Nagoya trước đó được xem là ứng cử viên sáng giá hơn. Dưới đây là kết quả bỏ phiếu tại Phiên họp lần thứ 84 của Ủy ban Olympic Quốc tế (IOC) và Đại hội Olympic lần thứ 11 tổ chức tại Baden-Baden, Tây Đức.
| Thành phố | Quốc gia (NOC) | Vòng 1 |
| Seoul     | Hàn Quốc       | 52     |
| Nagoya    | Nhật Bản       | 27     |

Trước đó, Seoul đã đăng cai nhiều sự kiện quốc tế, trong đó nổi bật nhất là Hoa hậu Hoàn vũ 1980 và Đại hội Thể thao châu Á 1986, qua đó chứng minh được năng lực tổ chức phù hợp.

## Môn thể thao
Thế vận hội Mùa hè 1988 bao gồm 23 môn thể thao với tổng cộng 31 phân môn, và các huy chương đã được trao ở 237 nội dung thi đấu. Trong danh sách dưới đây, số lượng nội dung thi đấu của từng phân môn được ghi trong ngoặc đơn:
- Thể thao dưới nước
  -  Nhảy cầu (4)

- -  Bơi lội (31)

- -  Bơi nghệ thuật (2)

- -  Bóng nước (1)

- Bắn cung (4)

- Điền kinh (42)

- Bóng rổ (2)

- Quyền Anh (12)

- Canoeing (12)

- Xe đạp

- - Đường trường (3)
  - Lòng chảo (6)
- Cưỡi ngựa

- - Dẫn ngựa biểu diễn (2)
  - Thi đấu toàn năng (2)
  - Nhảy ngựa (2)
- Đấu kiếm (8)

- Khúc côn cầu trên cỏ (2)

- Bóng đá (1)

- Thể dục dụng cụ

- - Thể dục nghệ thuật (14)
  - Thể dục nhịp điệu (1)
- Bóng ném (2)

- Judo (7)

- Năm môn phối hợp hiện đại (2)

- Chèo thuyền (14)

- Thuyền buồm (8)

- Bắn súng (13)

- Bóng bàn (4)

- Quần vợt (4)

- Bóng chuyền (2)

- Cử tạ (10)

- Vật

- - Tự do (10)
  - Greco-Roman (10)

### Thể thao trình diễn
- Bóng chày  (chi tiết)

- Nữ  Judo  (chi tiết)

- Taekwondo  (chi tiết)

- [4]

## Các quốc gia tham dự
Có tổng cộng vận động viên đến từ 160 quốc gia tham dự Thế vận hội Seoul 1988. Các quốc gia và vùng lãnh thổ lần đầu tiên góp mặt tại Olympic bao gồm: Aruba, Samoa thuộc Mỹ, Brunei, Quần đảo Cook, Maldives, Vanuatu, Saint Vincent và Grenadines, cùng Nam Yemen. Riêng Guam đánh dấu lần đầu tiên tham dự Thế vận hội Mùa hè, sau khi từng góp mặt tại Thế vận hội Mùa đông 1988 ở Calgary.

Danh sách dưới đây liệt kê số lượng vận động viên của từng quốc gia tham dự Thế vận hội Seoul, con số trong ngoặc đơn thể hiện số vận động viên của mỗi đoàn:
| \| - Afghanistan (5) - Algérie (46) - Samoa thuộc Mỹ (6) - Andorra (3) - Angola (29) - Antigua và Barbuda (16) - Argentina (125) - Aruba (8) - Úc (295) - Áo (88) - Bahamas (17) - Bahrain (11) - Bangladesh (6) - Barbados (17) - Bỉ (65) - Belize (10) - Bénin (7) - Bermuda (13) - Bhutan (3) - Bolivia (7) - Botswana (8) - Brasil (171) - Quần đảo Virgin thuộc Anh (3) - Bulgaria (186) - Burkina Faso (6) - Miến Điện (2) - Cameroon (15) - Canada (379) - Quần đảo Cayman (8) - Trung Phi (16) - Tchad (6) - Chile (18) - Trung Quốc (293) - Colombia (43) - Cộng hòa Congo (9) - Quần đảo Cook (6) - Costa Rica (16) - Bờ Biển Ngà (32) - Síp (9) - Tiệp Khắc (171) \| - Đan Mạch (92) - Djibouti (7) - Cộng hòa Dominica (16) - Ecuador (26) - Ai Cập (54) - El Salvador (6) - Guinea Xích Đạo (6) - Fiji (24) - Phần Lan (79) - Pháp (309) - Gabon (3) - Gambia (7) - Đông Đức (291) - Tây Đức (404) - Ghana (18) - Anh Quốc (369) - Hy Lạp (58) - Grenada (6) - Guam (20) - Guatemala (30) - Guinée (8) - Guyana (8) - Haiti (4) - Honduras (7) - Hồng Kông (49) - Hungary (203) - Iceland (32) - Ấn Độ (46) - Indonesia (31) - Iran (27) - Iraq (31) - Ireland (65) - Israel (19) - Ý (286) - Jamaica (35) - Nhật Bản (289) - Jordan (9) - Kenya (76) - Hàn Quốc (467) (chủ nhà) - Kuwait (31) \| - Lào (3) - Liban (8) - Lesotho (6) - Liberia (8) - Libya (6) - Liechtenstein (12) - Luxembourg (8) - Malawi (17) - Malaysia (13) - Maldives (7) - Mali (6) - Malta (9) - Mauritanie (6) - Mauritius (8) - México (91) - Monaco (9) - Mông Cổ (28) - Maroc (27) - Mozambique (6) - Nepal (18) - Hà Lan (192) - Antille thuộc Hà Lan (3) - New Zealand (93) - Niger (8) - Nigeria (76) - Na Uy (79) - Oman (13) - Pakistan (31) - Panama (6) - Papua New Guinea (12) - Paraguay (10) - Perú (22) - Philippines (33) - Ba Lan (152) - Bồ Đào Nha (68) - Puerto Rico (70) - Qatar (12) - România (64) - Rwanda (6) - Saint Vincent và Grenadines (6) \| - Samoa (11) - San Marino (11) - Ả Rập Xê Út (14) - Sénégal (22) - Sierra Leone (15) - Singapore (8) - Quần đảo Solomon (7) - Somalia (7) - Liên Xô (514) - Tây Ban Nha (269) - Sri Lanka (6) - Sudan (8) - Suriname (6) - Eswatini (11) - Thụy Điển (205) - Thụy Sĩ (109) - Syria (16) - Đài Bắc Trung Hoa (90) - Tanzania (10) - Thái Lan (16) - Togo (6) - Tonga (6) - Trinidad và Tobago (6) - Tunisia (41) - Thổ Nhĩ Kỳ (50) - Uganda (25) - UAE (12) - Hoa Kỳ (615) - Uruguay (14) - Vanuatu (6) - Venezuela (18) - Việt Nam (10) - Quần đảo Virgin thuộc Mỹ (26) - Bắc Yemen (11) - Nam Yemen (8) - Nam Tư (157) - Zaire (18) - Zambia (31) - Zimbabwe (31) \| | | | |
| - Afghanistan (5) - Algérie (46) - Samoa thuộc Mỹ (6) - Andorra (3) - Angola (29) - Antigua và Barbuda (16) - Argentina (125) - Aruba (8) - Úc (295) - Áo (88) - Bahamas (17) - Bahrain (11) - Bangladesh (6) - Barbados (17) - Bỉ (65) - Belize (10) - Bénin (7) - Bermuda (13) - Bhutan (3) - Bolivia (7) - Botswana (8) - Brasil (171) - Quần đảo Virgin thuộc Anh (3) - Bulgaria (186) - Burkina Faso (6) - Miến Điện (2) - Cameroon (15) - Canada (379) - Quần đảo Cayman (8) - Trung Phi (16) - Tchad (6) - Chile (18) - Trung Quốc (293) - Colombia (43) - Cộng hòa Congo (9) - Quần đảo Cook (6) - Costa Rica (16) - Bờ Biển Ngà (32) - Síp (9) - Tiệp Khắc (171) | - Đan Mạch (92) - Djibouti (7) - Cộng hòa Dominica (16) - Ecuador (26) - Ai Cập (54) - El Salvador (6) - Guinea Xích Đạo (6) - Fiji (24) - Phần Lan (79) - Pháp (309) - Gabon (3) - Gambia (7) - Đông Đức (291) - Tây Đức (404) - Ghana (18) - Anh Quốc (369) - Hy Lạp (58) - Grenada (6) - Guam (20) - Guatemala (30) - Guinée (8) - Guyana (8) - Haiti (4) - Honduras (7) - Hồng Kông (49) - Hungary (203) - Iceland (32) - Ấn Độ (46) - Indonesia (31) - Iran (27) - Iraq (31) - Ireland (65) - Israel (19) - Ý (286) - Jamaica (35) - Nhật Bản (289) - Jordan (9) - Kenya (76) - Hàn Quốc (467) (chủ nhà) - Kuwait (31) | - Lào (3) - Liban (8) - Lesotho (6) - Liberia (8) - Libya (6) - Liechtenstein (12) - Luxembourg (8) - Malawi (17) - Malaysia (13) - Maldives (7) - Mali (6) - Malta (9) - Mauritanie (6) - Mauritius (8) - México (91) - Monaco (9) - Mông Cổ (28) - Maroc (27) - Mozambique (6) - Nepal (18) - Hà Lan (192) - Antille thuộc Hà Lan (3) - New Zealand (93) - Niger (8) - Nigeria (76) - Na Uy (79) - Oman (13) - Pakistan (31) - Panama (6) - Papua New Guinea (12) - Paraguay (10) - Perú (22) - Philippines (33) - Ba Lan (152) - Bồ Đào Nha (68) - Puerto Rico (70) - Qatar (12) - România (64) - Rwanda (6) - Saint Vincent và Grenadines (6) | - Samoa (11) - San Marino (11) - Ả Rập Xê Út (14) - Sénégal (22) - Sierra Leone (15) - Singapore (8) - Quần đảo Solomon (7) - Somalia (7) - Liên Xô (514) - Tây Ban Nha (269) - Sri Lanka (6) - Sudan (8) - Suriname (6) - Eswatini (11) - Thụy Điển (205) - Thụy Sĩ (109) - Syria (16) - Đài Bắc Trung Hoa (90) - Tanzania (10) - Thái Lan (16) - Togo (6) - Tonga (6) - Trinidad và Tobago (6) - Tunisia (41) - Thổ Nhĩ Kỳ (50) - Uganda (25) - UAE (12) - Hoa Kỳ (615) - Uruguay (14) - Vanuatu (6) - Venezuela (18) - Việt Nam (10) - Quần đảo Virgin thuộc Mỹ (26) - Bắc Yemen (11) - Nam Yemen (8) - Nam Tư (157) - Zaire (18) - Zambia (31) - Zimbabwe (31) |

## Bảng tổng sắp huy chương
Dưới đây là 10 quốc gia đoạt được nhiều huy chương vàng nhất.
| Hạng                | NOC                 | Vàng | Bạc | Đồng | Tổng số |
| ------------------- | ------------------- | ---- | --- | ---- | ------- |
| 1                   | Liên Xô             | 55   | 31  | 46   | 132     |
| 2                   | Đông Đức            | 37   | 35  | 30   | 102     |
| 3                   | Hoa Kỳ              | 36   | 31  | 27   | 94      |
| 4                   | Hàn Quốc            | 12   | 10  | 11   | 33      |
| 5                   | Tây Đức             | 11   | 14  | 15   | 40      |
| 6                   | Hungary             | 11   | 6   | 6    | 23      |
| 7                   | Bulgaria            | 10   | 12  | 13   | 35      |
| 8                   | România             | 7    | 11  | 6    | 24      |
| 9                   | Pháp                | 6    | 4   | 6    | 16      |
| 10                  | Ý                   | 6    | 4   | 4    | 14      |
| 11–52               | Các nước còn lại    | 50   | 76  | 100  | 226     |
| Tổng số (52 đơn vị) | Tổng số (52 đơn vị) | 241  | 234 | 264  | 739     |